# Axag

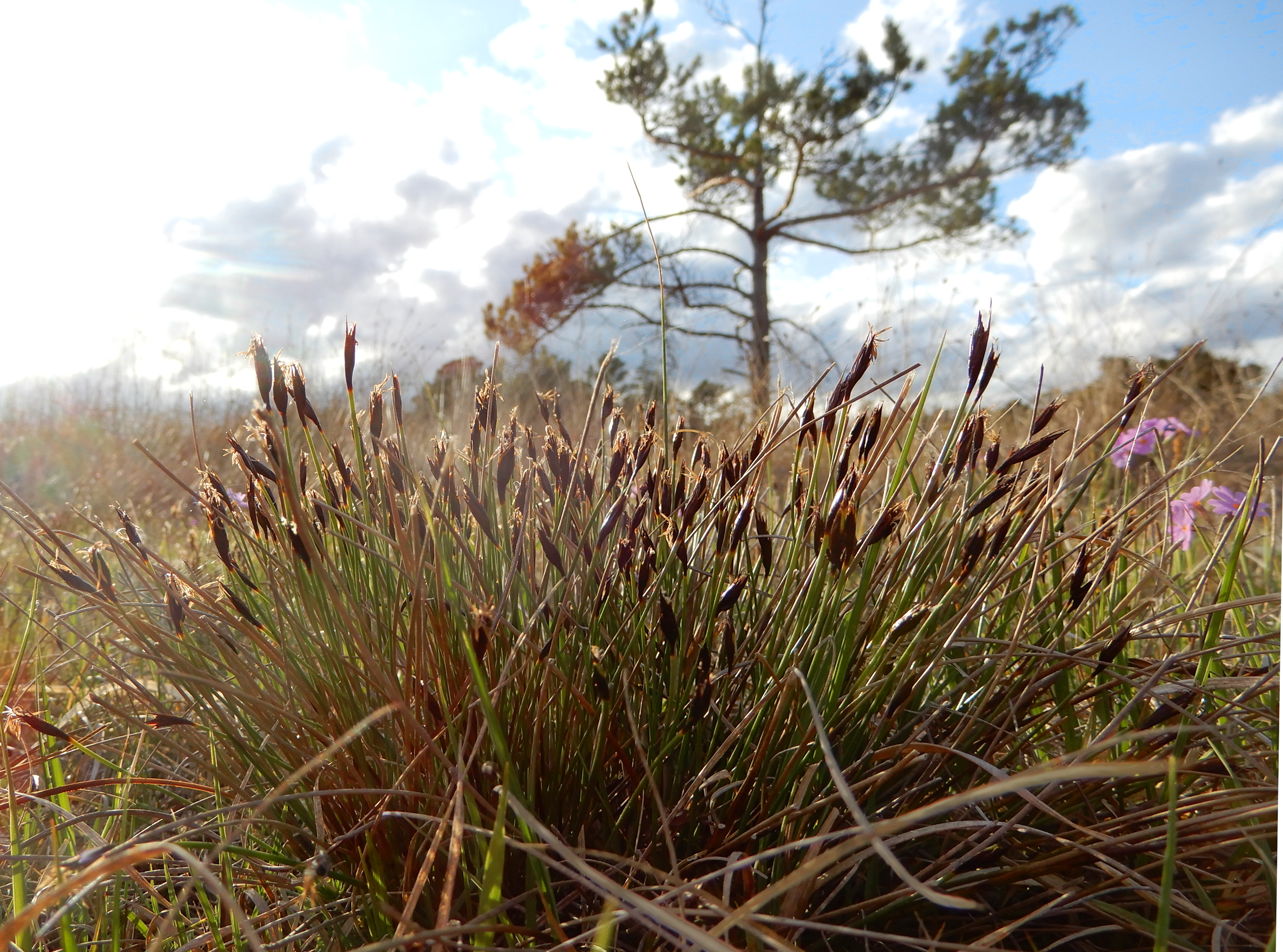
Axag på Västers myr, Gotland

Axag (Schoenus ferrugineus) tillhör familjen halvgräs och är ett i Skandinavien ovanligt, tuvat halvgräs av släktet axagar, som känns igen på sin blomställning, ett sammansatt ax av glänsande svartbrun färg, omgivet av två oliklånga, också svartbruna, hölster. Varje småax har, som hos agsläktet, flera av de nedersta skärmbladen tomma. Axag bildar glesare tuvor än den nära släktingen knappag. Stråna är 10-30 cm långa.
Axag har smalare blomställning än knappag, med endast 2-4 småax. Den är allmän på Öland och Gotland, och förekommer dessutom sällsynt i övriga Skandinavien. Precis som knappag växer den på fuktig, kalkrik torvmark. Även utan blommor känns axagen igen på de svartbruna, glansiga bladsidorna. 
Axag kan hybridisera med knappag.